# Antef II
Antef II was een farao van de 11e dynastie. De koning was bekend onder de naam Antef II of Intef II.

## Biografie
Antef II is de meest bekende farao met de naam Antef (Intef). Men schreef hem de unificatie van de twee landen toe. De koning voerde oorlogen met Assioet, Hermopolis en Herakleopolis.

## Bouwwerken
- Graftombe in el-Tarif necropolis (West-Thebe)